# Вошингтон Парк (Северна Каролина)
Вошингтон Парк (енгл. Washington Park) град је у америчкој савезној држави Северна Каролина.

## Демографија
По попису из 2010. године број становника је 451, што је 11 (2,5%) становника више него 2000. године.
| Група             | 2000.       | 2010.       |
| Белци             | 424 (96,4%) | 431 (95,6%) |
| Афроамериканци    | 7 (1,6%)    | 12 (2,7%)   |
| Азијати           | 0 (0,0%)    | 0 (0,0%)    |
| Хиспаноамериканци | 2 (0,5%)    | 5 (1,1%)    |
| Укупно            | 440         | 451         |